# Remember That
Singles de Jessica Simpson
Come on Over
(2008) Pray Out Loud
(2009)
Remember That est le second single de la chanteuse américaine Jessica Simpson, extrait du sixième album de Do You Know, sorti le 29 septembre 2008. Le titre est écrit par Rachel Proctor, Victoria Banks et composé par Brett James et John Shanks. Ce titre ne bénéficie pas de vidéoclip.

## Genèse
À la suite de l'album A Public Affair, publié en 2006, son père et manager, Joe Simpson, déclare en septembre 2007, que Jessica pensait sérieusement à se lancer dans la musique country. Elle déclare vouloir sortir un album de country et revenir à ses racines, étant originaire du Texas. De ce fait, Jessica poursuit alors sa démarche dans la musique country, qu'elle avait entamé depuis 2005, avec le titre These Boots Are Made for Walkin', qu'elle interpréta sur la bande originale du film Shérif, fais-moi peur et l'apparition dans le vidéoclip You Don't Think I'm Funny Anymore de Willie Nelson.
Remember That, est écrit par Rachel Proctor et Victoria Banks. La chanson dévoile les abus domestiques faites sur une femme, dont Jessica l'incite à quitter son agresseur. Dans ce titre, elle chante “It doesn’t matter how he hurts you / With his hands or with his words / You don’t deserve it / It ain’t worth it / Take your heart and run.” “Ca n'a plus d'importance comment il t'a fait mal / Avec ses mains ou avec ses mots / Tu ne le mérite pas / C'est pas la peine / Prends ton cœur et court.”.

## Performance commerciale
Remember That s'érige directement à la première place du Billboard Bubbling Under Hot 100 et atteint la 41e place au Billboard Country Songs. Selon Nielsen Soundscan, Remember That s'est écoulé à 207 000 exemplaires en termes de ventes digitales.

## Liste et formats
Téléchargement numérique
1. Remember That – 3:44

## Classement hebdomadaire
| Classement (2008)                           | Meilleure position |
| ------------------------------------------- | ------------------ |
| Canada (Hot 100)                            | 88                 |
| Canada (Digital Singles)                    | 68                 |
| États-Unis (Bubbling Under Hot 100 Singles) | 1                  |
| États-Unis (Country Songs)                  | 42                 |
| États-Unis (Hot Digital Songs)              | 67                 |
| Ukraine (FDR Pop)                           | 3                  |